# Alice's Wild West Show
Série Alice Comedies
Alice's Spooky Adventure
(1924) Alice's Fishy Story
(1924)
Pour plus de détails, voir Fiche technique et Distribution.
Alice's Wild West Show est un court métrage d'animation américain muet de la série Alice Comedies sorti en 1924.

## Synopsis
Alice et ses amis réalisent un spectacle sur le Far West. Le début du spectacle se situe dans le saloon. Alice entre dans le bar et tire sur deux méchants. Tubby O'Brien arrive alors avec son gang dans le public, forçant Alice à fuir avec sa troupe. Alice décide alors de simplement raconter ses aventures dans l'ouest grâce à l'animation. Elle parle d'un voyage en chariot avec une attaque par des indiens puis la poursuite d'un voleur de coffre lorsqu'elle était shérif.

## Fiche technique
- Titre original : Alice's Wild West Show
- Série : Alice Comedies
- Réalisation : Walt Disney
- Animation : Walt Disney, Rollin Hamilton
- Encrage et peinture : Lillian Bounds, Kathleen Dollard
- Photographie : Roy Oliver Disney
- Montage : Margaret J. Winkler
- Production : Margaret J. Winkler
- Société de production : Disney Brothers Studios
- Société de distribution : Margaret J. Winkler (1924)
- Pays :  États-Unis
- Format d'image : noir et blanc - 35 mm - 1,37:1 - muet
- Genre : animation et prises de vues réelles
- Durée : 12 min 42[1]
- Dates de sortie : 1er mai 1924 (États-Unis)

Source : Walt in Wonderland

## Distribution
- Virginia Davis : Alice
- Leon Holmes : Tubby O'Brien
- Tommy Hicks : Fat Kid
- Spec O'Donnell

## Commentaires
Ce film comporte assez peu d'animation principalement car la production de la série vient juste de commencer. Réalisé en février 1924, il a été expédie le 28 mars 1924.
Il marque la première contribution de Lillian Bounds (1899-1997), que Walt Disney épousera l'année suivante.